# Escut d'Atzeneta d'Albaida
L'escut d'Atzeneta d'Albaida és un símbol representatiu oficial d'Atzeneta d'Albaida, municipi del País Valencià, a la comarca de la Vall d'Albaida. Té el següent blasonament:
| « | Escut quadrilong de punta redona, truncat i mig partit. En el primer quarter, d'argent, un genet a cavall [contornat o dirigit cap al flanc sinistre de l'escut] del natural. En el segon quarter, en camp d'argent, un milà de sable. En el tercer quarter, en camp d'or, quatre pals de gules. Per timbre, corona reial oberta. | » |

## Història
L'escut fou aprovat per Resolució de 29 de juny de 2007, del vicepresident primer i conseller de Presidència, publicada en el DOGV núm. 5.576, del13 d'agost de 2007.
El genet de la primera partició és un senyal parlant referent a l'etimologia del topònim, que prové de l'àrab, del nom de la tribu amaziga dels zanates. A la part de sota, les armes parlants dels Milà d'Aragó, marquesos d'Albaida i antics senyors del poble, abans de l'abolició del senyorius al segle xix.

Escut d'Atzeneta entre 1954 i 2007.

Anteriorment, entre 1954 i 2007, Atzeneta tingué un altre escut, aprovat per Decret de 10 d'agost de 1954 del Ministeri de la Governació. Tindria el següent blasonament:
| « | Semblant a l'escut francés (..) però amb un afegit a la punta de forma semicircular (..). Al primer quarter, en camp d'or, un cap de trets hel·lènics del seu color, maçonat de sable (..); en el segon, en camp d'atzur, el cap d'un drac alat del seu color, maçonat de sable (..); el tercer, d'or, amb quatre pals de gules (..), i el «rat penat», de sable; (..) l'últim quarter presenta, en camp d'argent, una creu de terme del seu color (..). En l'apèndix inferior apareix, sobre camp d'or, la típica «lligassa» o nus. | » |

El cap hel·lènic és degut a l'antiga falsa creença que el nom d'Atzeneta provenia del grec «Andrianta» (segons Cortés, «una corrupció del grec Andrianta, amb el significat d'estàtues»). El drac representa al Regne de València. Els quatre pals són el blasó del rey d'Aragó. El ratpenat recorda l'escut de la ciutat de València. La creu per la creu de terme del municipi. La lligassa és la utilitzada per a lligar les gavelles del planters d'arròs i altres conreus.